# Liste der Kulturdenkmäler in Ludwigshöhe
In der Liste der Kulturdenkmäler in Ludwigshöhe sind alle Kulturdenkmäler der rheinland-pfälzischen Ortsgemeinde Ludwigshöhe aufgeführt. Grundlage ist die Denkmalliste des Landes Rheinland-Pfalz (Stand: 3. April 2024).

## Einzeldenkmäler
| Bezeichnung                       | Lage                                                 | Baujahr         | Beschreibung | Bild                           |
| --------------------------------- | ---------------------------------------------------- | --------------- | --- | ------------------------------ |
| Katholische Pfarrkirche St. Vitus | Kirchstraße Lage                                     | 1848            | neuromanischer Kalksteinquader-Saalbau, 1848, Architekt Franz Beer (?), Oppenheim, ortsbildprägend; an der Stützmauer: Kriegerdenkmal 1914/18, 1920er Jahre                                                                   | weitere Bilder Fotos hochladen |
| Friedhofskreuz und Grabmäler      | Mainzer Straße, auf dem Friedhof Lage                | 19. Jahrhundert | Friedhof 1828 angelegt; nachbarockes Friedhofskreuz, um 1830; Grabmäler J. Gräf II († 1881) und F. Geil († 1882): Neurenaissance-Ädikulen                                                                                     | Fotos hochladen                |
| Weingut Brüder Dr. Becker         | Mainzer Straße 3 Lage                                | um 1830         | eingeschossiger Massivbau, um 1830, 1896 um Fachwerkgeschoss und Walmdach erhöht; rückwärtig Kelterhaus über tonnengewölbtem Keller; ehemaliges Verwalterhaus, 1924; Stallgebäude, spätes 19. Jahrhundert; straßenbildprägend | Fotos hochladen                |
| Feldkreuz                         | östlich des Ortes am Rheindamm; Flur Rudelsheim Lage | 18. Jahrhundert | spätbarockes Friedhofskreuz des aufgegebenen Dorfes Rudelsheim, 18. Jahrhundert; rückseitig Erinnerungstafel, bezeichnet 1914                                                                                                 | Fotos hochladen                |
| Wasserbehälter                    | südwestlich des Ortes; Flur Am Kellerweg Lage        | 1907            | pavillonartiger Sandstein-Typenbau, Jugendstil, bezeichnet 1907, Architekt Wilhelm Lenz, Kulturinspektion Mainz | weitere Bilder Fotos hochladen |